# 涅達什基夫卡
51°3′11″N 29°29′2″E / 51.05306°N 29.48389°E
涅達什基夫卡（烏克蘭語：Недашківка），是烏克蘭北部的村莊，隸屬日托米爾州的科羅斯滕區。該村面積0.13平方公里，海拔高度176米，2001年人口7，人口密度每平方公里53.44人。